# فرانز كرايغر
فرانز كرايغر (بالألمانية: Franz Krieger)‏ هو مصور نمساوي، ولد في 1914 في سالزبورغ في النمسا، وتوفي بنفس المكان في 1993.